# Susan’s Plan
Susan’s Plan ist ein Thriller von John Landis aus dem Jahr 1998.

## Handlung
Susan Holland ist seit drei Jahren geschieden. Sie und ihr Freund Sam Myers wollen die Lebensversicherung von Paul, dem Ex-Ehemann von Susan, kassieren. Dazu entwickelt Susan einen Plan, in dem die Friseurin Betty Johnson Paul verführen und auf einen Parkplatz locken soll. Dort sollen Steve und Bill Paul töten. Betty, Steve und Bill sollen dafür jeweils 100.000 Dollar bekommen.
Paul wird angeschossen, aber er überlebt und kommt ins Krankenhaus. Betty verführt den Arzt Dr. Chris Stillman. Ihr Freund Bob wird eifersüchtig. Er soll Paul im Krankenhaus töten, aber er betrinkt sich. Einige der Beteiligten schlafen ein und haben Albträume.

## Kritiken
- Christopher Null bezeichnete den Film auf www.filmcritic.com als „Dreck“ („crap“) und hoffte, dass der Regisseur John Landis wieder bessere Filme drehen würde.[1]

## Dreharbeiten
Der Thriller wurde in Los Angeles in der Zeit ab April 1998 gedreht.